# Suzu Chiba
Suzu Chiba (千葉すず?, Chiba Suzu; Yokohama, 11 agosto 1975) è un'ex nuotatrice giapponese.

## Carriera
Specializzata nello stile libero ha partecipato alle Olimpiadi di Atlanta 1996, arrivando quarta nella staffetta 4x200 m sl.

## Palmarès
- Mondiali

Perth 1991: bronzo nei 400m sl.
- Giochi PanPacifici

Edmonton 1991: argento nella 4x100m sl e nella 4x200m sl, bronzo nei 200m sl, nei 400m sl e nella 4x100m misti.
Kobe 1993: bronzo nei 200m sl, nei 400m sl, nella 4x200m sl e nella 4x100m misti.
Atlanta 1995: oro nei 200m sl, bronzo nei 100m sl, nella 4x100m sl e nella 4x100m misti.
Sydney 1999: bronzo nella 4x100m misti.
- Giochi asiatici

Pechino 1990: argento nei 200m sl, bronzo nei 100m sl e nei 400m sl.
Hiroshima 1994: oro nei 400m sl e nella 4x100m sl, argento nella 4x100m misti e bronzo nei 200m sl.